# Jaromir Gebhart
Jaromir Gebhart (ur. ok. 1040, zm. 26 czerwca 1090 w Ostrzyhomiu) – biskup praski w latach 1067–1090.

## Życiorys
Jaromir był czwartym synem Brzetysława I i Judyty ze Schweinfurtu. Został przeznaczony do kariery duchownej jako następca biskupa praskiego Sewera. Nie czuł powołania, lubił polowania i walki. Uczył się za granicą. W 1061 po śmierci Spitygniewa II wrócił do Czech licząc, że otrzyma dzielnicę. Bracia namawiali go do przyjęcia święceń subdiakonatu. Jaromir jednak uciekł do Polski. Po śmierci biskupa Sewera w 1067 za namową braci Konrada I i Ottona I Pięknego wrócił do kraju i zwrócił się do Wratysława II o nadanie mu biskupstwa. Wratysław obawiał się, że Jaromir stanie się dla niego groźny. Już w 1063 utworzył archidiecezję ołomuniecką osłabiając znaczenie diecezji praskiej. Zamiast swojego brata chciał, by stolec biskupi w Pradze objął jego duchowny Lenc. Z powodu sprzeciwu braci i niektórych możnych Wratysław II ustąpił. Jaromir przyjął 30 czerwca 1068 w Moguncji otrzymał inwestyturę od króla niemieckiego Henryka IV, a 6 lipca 1068 święcenia kapłańskie z rąk arcybiskupa Sigberta. Wratysław II odpowiedział utworzeniem kapituły wyszehradzkiej, która była podporządkowana bezpośrednio papieżowi.
Jaromir po objęciu władzy biskupiej starał się o likwidację diecezji ołomunieckiej. W 1070 wybuchł między nim a biskupem ołomunieckim spór majątkowy. Obie strony zwróciły się o rozstrzygnięcie do papieża Aleksandra II. Jaromir nie czekał na rozstrzygnięcie. W 1071 pojechał na Morawy i kazał biskupa ołomunieckiego Jana torturować. Papież wysłał do Czech legata, a Wratysław II zwołał sąd, na który Jaromir się nie stawił. Gdy legat zakazał mu wykonywać posługę biskupią uciekł z kraju. Nowy papież Grzegorz VII pogodził się z Jaromirem, ale spory ciągnęły się do 1085, gdy Grzegorz VII na synodzie rozstrzygnął, że sporne majątki mają być po równo podzielone między oba biskupstwa. Władca niemiecki Henryk IV (cesarz od 1084) mianował Jaromira 11 czerwca 1077 swoim najwyższym kanclerzem co doprowadziło do czasowego wyciszenia sporów. Gdy w 1085 Henryk IV ofiarował koronę królewską Wratysławowi II, potwierdził także Jaromirowi istnienie jednego biskupstwa w państwie czeskim. Już jednak w 1088 Wratysław II odnowił biskupstwo ołomunieckie. Jaromir wyjechał interweniować w Rzymie, ale zmarł w podróży na Węgrzech, gdzie się zatrzymał u swojego przyjaciela króla Władysława I.